# Kırıkkale (provincie)
Provincie Kırıkkale je tureckou provincií, nachází se ve východní části Malé Asie. Rozloha provincie činí 6 934 km2, v roce 2006 zde žilo 523 819 obyvatel. Hlavním městem je Kırıkkale. Provincií vede hlavní dálnice na sever Ankary.

## Administrativní členění

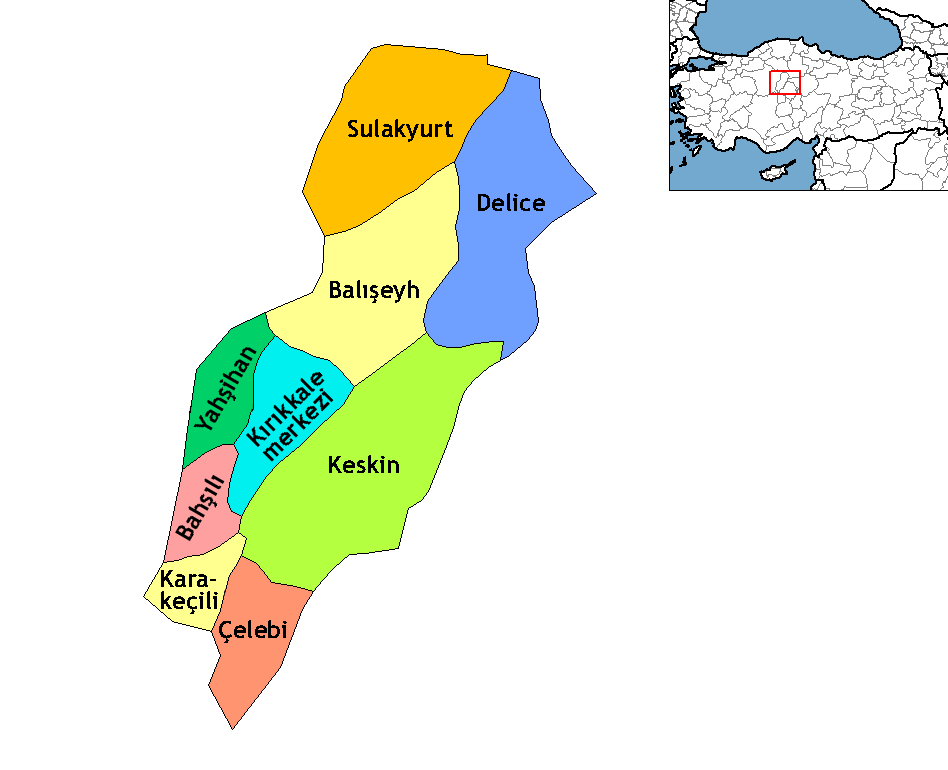
Administrativní členění

Provincie Kırıkkale se administrativně člení na 9 distriktů:
- Bahşılı
- Balışeyh
- Çelebi
- Delice
- Karakeçili
- Keskin
- Kırıkkale
- Sulakyurt
- Yahşihan